# General Roca (Córdova)
General Roca é um município da província de Córdova, na Argentina.